# Ивашкевич, Майя Сергеевна
Майя Сергеевна Ивашкевич (22 мая 1925 — 30 декабря 2024, Москва, Россия) — советская и российская актриса театра и кино. Номинантка национальной премии «Золотая Маска» за роль второго плана в спектакле «Маленькие трагедии» (2018). Лауреат Премии Правительства Москвы (2014), театральной премии «Серебряный Гоголь» (2014) и многих других. Являлась старейшей артисткой Московского драматического театра имени Н. В. Гоголя. Участница Великой Отечественной войны.

## Биография
Родилась 22 мая 1925 года в Советском Союзе.
После окончания 8 классов, в возрасте шестнадцати лет, Ивашкевич принимала участие в Великой Отечественной Войне, работала телеграфисткой в генштабе Красной Армии, который находился на платформе метро «Кировская».
В 1944 году поступила в студию при Камерном театре Таирова, которую окончила. Оставалась в нём работать вплоть до его закрытия. С 1945 года по 1950 год служила в Московском Камерном театре. С 1950 года по 1960 год служила в Московском драматическом театре имени А. С. Пушкина. С 1960 года по 2024 год — в труппе Московского драматического театра имени Н. В. Гоголя. Выступала в Центральном Доме актёра имени А. А. Яблочкиной.
Скончалась 30 декабря 2024 года на 100 году жизни в Москве.

## Фильмография
- 1970 — Верхом на дельфине (фильм-спектакль) — Рита
- 1972 — К бабушке, к дедушке (фильм-спектакль) — проводница
- 1972 — Красные курсанты (фильм-спектакль) — мать Эммы
- 1976 — Пока арба не перевернулась (фильм-спектакль) — Гогола
- 1986 — Верховный суд (фильм-спектакль) — адвокат Магилёвская
- 1988 — Воскресенье, половина седьмого (фильм) — Мария Спиридоновна, соседка Сони Смирновой
- 2012 — Последние (фильм-спектакль) — Федосья

## Театральные работы
Роли на сцене Театра имени Гоголя:
- 1973 — «Карьера Бекетова» А. Софронова, роль — Бекетова
- 1974 — «Пока арба не перевернулась» Отар Иоселиани, режиссёр — Э. Эгадзе, роль — Гогола
- 1976 — «Старым казачьим способом» А. Софронова, режиссёр — Б. Голубовский, роль — Маргет Шольц
- 2008 — «Последние» Максима Горького, режиссёр — С. Яшин, роль — Федосья
- 2013 — «Машина» Ю. Клавдиева, режиссёр — В. Панков
- 2013 — «Страх»/«Без страха» Л. Стрижак по фильму Р. В. Фассбиндера «Страх съедает душу», режиссёр — Владислав Наставшев
- 2013 — «Ёлка у Ивановых» Александра Введенского, режиссёр — Денис Азаров
- 2015 — «Хармс. Мыр» по произведениям Даниила Хармса, режиссёр — Максим Диденко
- 2017 — «Маленькие трагедии» А.С Пушкина, режиссёр — Кирилл Серебренников
- «Счастливый муж» Евгений Габрилович, Самуил Розова, режиссёр — В. Коровин, роль — Костромина
- «67 по диагонали» Д. Иванова, В. Трифонова, режиссёр — В. Боголепов, роль — Антонина Васильевна
- «Верхом на дельфине» Л.Жуховицкого, режиссёр — Б. Голубовский, роль — Рита
- «Невеста» Александра Чаковского, Павла Павловского, режиссёр — Ю. А. Хмелецкий, роль — Народный заседатель
- «Ужин в Санлисе» Жан Ануй, режиссёр — Б. Г. Голубовский, роль — Эдме
- «Декамерон» Джованни Боккаччо, режиссёр — Б. Голубовский, роли — настоятельница, Амброджия, соседка, сводня
- «Последний уикэнд» А. Новогрудского, режиссёры — Б. Голубовский и В. Боголепов, роль — Элизабет Дреммонд
- «Чёрное молоко», режиссёр — Сергей Яшин

### Роли на сцене Театра имени Пушкина[9]
- «Аленький цветочек» Сергея Аксакова, режиссёр — Л. Лукьянов, роль — Кикимора
- 1951 — «Свадьба Кречинского» Александр Сухово-Кобылин, режиссёр-постановщик — Василий Ванин, роль — Лидочка
- 1956 — «Белый лотос» В. Винников и Ю. Оснос по мотивам древнеиндийского драматического эпоса Шудрака «Глиняная повозочка», режиссёр — Иосиф Туманов, роль — Палава

### Роли на сцене Камерного театра Таирова[3]
- «Без вины виноватые» А. Н. Островского, режиссёр — Александр Таиров, роль — гостья на вечере у Дудукина
- «Дама-невидимка» Педро Кальдерона, режиссёр — В. Ганшин, роль — Исабель
- «Адриенна Лекуврёр» Эжен Скриб, режиссёр — Александр Таиров, роль — актриса
- «Старик» Максима Горького, режиссёр — Александр Таиров, роль — Татьяна

### Роли в Центральном Доме актёра имени А. А. Яблочкиной[10]
- 2004 — Артистка Камерного театра «Однокамерники» (режиссёр — П. Е. Тихомиров)
- 2009 — Студийка «Камерный овал» (режиссёр — П. Е. Тихомиров)
- 2008—2013 гг. — Артистка «Традиционный сбор» (режиссёр — П. Е. Тихомиров)
- 2012 — Артистка Камерного театра «Театр Александра Таирова» (режиссёр — П. Е. Тихомиров)
- 2014 — Майя Ивашкевич «Век Камерного театра» П. Тихомиров (режиссёр — П. Е. Тихомиров)
- 2016 — Артистка Майя Ивашкевич: Воспоминания «Камерный театр: Книга воспоминаний» (режиссёр — П. Е. Тихомиров)
- 2018 — Артистка Камерного театра «Разговоры о Камерном театре» Майя Ивашкевич (режиссёр — П. Е. Тихомиров)

## Звания и награды
- Медаль «В ознаменование 100-летия со дня рождения Владимира Ильича Ленина» (1970)[9].
- Юбилейная медаль «50 лет Победы в Великой Отечественной войне 1941—1945 гг.» (1995)[9].
- Медаль «Ветеран труда» (1980)[9].
- Медаль «В память 850-летия Москвы» (1997)[9].
- Юбилейная медаль «60 лет Победы в Великой Отечественной войне 1941—1945 гг.» (2005)[9].
- Юбилейная медаль «65 лет Победы в Великой Отечественной войне 1941—1945 гг.» (2010)[9].
- Почётный деятель искусств города Москвы (2012).
- Юбилейная медаль «70 лет Победы в Великой Отечественной войне 1941—1945 гг.» (2015)[9].
- Юбилейная медаль «75 лет Победы в Великой Отечественной войне 1941—1945 гг.» (2020)
- Номинация национальной премии «Золотая маска» за роль второго плана в спектакле «Маленькие трагедии» (2018)[2].
- Театральная премия «Серебряный Гоголь» (2014)[9].
- Лауреат премии Правительства Москвы (2014)[9].
- Диплом им. народной артистки РСФСР Л.А. Лозицкой "За сохранение русской классики на ОТечественной сцене" (2022)